# جيني إسترادا
جيني إسترادا هي كاتِبة وصحفية إكوادورية، ولدت في 21 يونيو 1940 في غواياكيل.